# (4983) Schroeteria
(4983) Schroeteria ist ein Asteroid des Hauptgürtels, der am 11. September 1977 vom russischen Astronomen Nikolai Stepanowitsch Tschernych am Krim-Observatorium in Nautschnyj (IAU-Code 095) entdeckt wurde.
Der Asteroid wurde nach dem Juristen und Astronomen Johann Hieronymus Schroeter (1745–1816) benannt, der 1782 die Sternwarte Lilienthal gründete und zu einer der weltweit führenden Sternwarten am Anfang des 19. Jahrhunderts machte.